# Fumio Tamura
Fumio Tamura (Japans: 田村 文生, Tamura Fumio) (Tokio, Japan, 1968) is een Japans componist, muziekpedagoog en dirigent.

## Levensloop
Tamura studeerde compositie aan de Tokyo National University of Fine Arts and Music bij Jo Kondo alsook aan de Guildhall School of Music and Drama in Londen bij Robert Saxton. In Londen kon hij met een studiebeurs van de Japanse regering van 1995 tot 1997 studeeren.
Zijn werken werden op verschillende muziekfestivals uitgevoerd, bijvoorbeeld The Spitalfields Music Festival, The Asian Music festival, The All Japan Band Festival, 2002 ACL Asian Composers League, in Seoel en The Tokyo-no-Natsu Music Festival.
Op het laatste festival werden zijn werken uitgevoerd door het Moscow Contemporary Music Ensemble. Voor zijn composities kreeg hij internationale onderscheidingen, zoals de The Valentio Bucchi International Composition Competition Prize in Rome, de JACA Award for Theater Arts en de National Theatre Award. Verder kreeg hij een lovende vermelding bij de Genesis prijs voor opera in het jaar 2002.
Tegenwoordig werkt hij als lector aan de universiteit van Kobe, waar hij voor de vakken operacompositie, moderne en hedendaagse muziek in het Verenigd Koninkrijk verantwoordelijk is, alsook als docent aan de Toho Gakuen School of Music.

## Composities

### Werken voor orkest
- 1992 Coppice in Musashino
- 1992 Song of Love from "Hamlet", voor sopraan, alt, gemengd koor en orkest
- 2001 Serenade no. 4, voor orkest

### Werken voor harmonieorkest
- 1993 Kyo-oh fujin, verplicht werk bij de 'All Japan Band Competition' 1994
- 1995 Pretty Woman
- 1996 Birth, voor zestien hoorns
- 1998 Cantabile, voor acht trompetten (ook: twee flugelhoorns (bugels))
- 1999 An Alpine little girl
- 2000 Charlotte-something grotesque
- 2001 Snow White
- 2003 Bloody Mary
- 2004 Fanfare, voor groot koperensemble (3 trompetten, 4 hoorns, 3 trombones, eufonium, tuba) en slagwerk
- 2004 Die schöne Müllerin
- 2005 Lady Mallow
- Cute Girl
- Maiden of the Alps

### Muziektheater

#### Opera's
- 2000 Mono-Opera, opera voor zangeressen en zangers en viool
- 2002-2003 Cherry Station, kameropera

#### Toneelmuziek
- 2005 Acorus calamus - première: 15 mei 2005, Bologna, Teatro San Leonardo in via S. Vitale

### Kamermuziek
- 1992 C.F. (commercial film), voor klarinet, trompet, cello en slagwerk
- 1992 L.R. (Left and Right), voor hobo, klarinet, fagot, hoorn, viool, altviool, cello en contrabas
- 1992 The house with an Attic, voor viool, klarinet, fagot, contrabas en harp
- 1992 Three Sisters, voor viool, cello en piano
- 1993 Air in a Coppice, voor klarinet en piano
- 1994 Kobutori from Otogi-zoshi, voor klarinet en zangeres
- 1994 Liederkreis, voor klarinet, geluidsband (of 23 klarinetten)
- 1994 That victory of theirs illuminated the road I must walk tomorrow, voor fluit (ook picollo), hobo, klarinet, fagot, hoorn, trompet, trombone, slagwerk, piano, harp, twee violen, altviool, cello en contrabas
- 1995 Idle in the afternoon, voor fluit, hobo, klarinet, hoorn en fagot
- 1995 Monodrama, voor baritonsaxofoon en piano
- 1995 Lakeside Silence, voor twee klarinetten, bassethoorn en basklarinet
- 1995 The Autumnal Equinox, voor fluit, hobo, klarinet, fagot, hoorn, 2 violen, altviool, cello en contrabas
- 1996 Ceremonials
  1. Echoes in the Shade, voor viool
  2. An Incarcerated Clairvoyant, voor altviool
  3. Beauteous Prayer, voor viool
- 1996 Fugol, voor tenorsaxofoon en piano
- 1996 Gda, voor twee violen, altviool en cello
- 1996 Gradients, voor piano en slagwerk
- 1997 Groskammersymphonie, voor fluit, hobo, klarinet, fagot, hoorn, viool, altviool en cello
- 1997 The Vernal Equinox, voor klarinet en strijkkwintet
- 1997 Serenade, voor basfluit, contrafagot, altiviool, cello, contrabas, piano en slagwerk
- 1998 Serenade, voor fagot en contrabas
- 1998 Harmonicanomy, voor harmonica
- 1998 The serene was interrupted, voor twee fluiten, twee hobo's, twee klarinetten, twee fagotten en twee hoorns
- 1999 Melody, voor cello en piano
- 1999 Personata, voor altsaxofoon en piano
- 1999 Serenade, voor althobo en contrabas
- 2001 Colours of the Town, voor kamerensemble
- 2001 Wintertide, voor saxofoonensemble
- 2004 Duo for trombone Solo
- 2004 Intonation, voor fagot en slagwerk
- 2005 Distorted Song, voor twee fluiten, twee klarinetten, vier slagwerkers

### Werken voor piano
- 1994 Hekigan-Takuhatsu
- 1997 Gradients, voor twee piano's
- 1998 Wave to Way

### Werken voor gitaar
- 1994 Christ lag in Todesbanden

### Werken voor percussie-ensemble
- 1995 Point Point Point, voor drie kleine trommen
- 1998 Shadows, voor percussie

### Werken voor traditioneele Japanse instrumenten
- 1999 Chorós, voor shinobue, hichiriki, shakuhachi en vier 20-snaren koto
- 2001 On the Swanlakeside, voor fluit, shamisen, cello en piano
- 2005 Serenade no.5, voor sho, slagwerk, twee 20-snaren koto, 17-snaren koto, kokyu, shamisen, biwa, shinobue en twee shakuhachi
- 2006 Incarcerated song, voor 20 snaren Koto